# Bassaricyon neblina
El olinguito (Bassaricyon neblina) es una especie de mamífero carnívoro de la familia Procyonidae, nativo de las  montañas de los Andes de Colombia y Ecuador.
Su identificación como especie independiente fue anunciada el 15 de agosto de 2013 por el Instituto Smithsoniano. Fue la primera especie del orden Carnivora identificada en el hemisferio occidental en 35 años.

## Descripción
Su cuerpo (con la cabeza) alcanza una longitud promedio de 33,5 cm, y su cola mide hasta 42,5 cm de largo. Pesa unos 900 g. Tiene ojos grandes. Su piel es gruesa y lanuda, más densa que la de sus parientes más cercanos; el pelaje es de color castaño-naranja o rojizo con puntas negruzcas.

## Hábitat
Vive en el bosque nuboso andino, entre los 1 500 y 2 800 nunca será  en vidiosasa     

## Comportamiento
Solitario, de hábitos nocturnos, vive en los árboles y es experto en saltar de árbol en árbol en el dosel del bosque.

## Reproducción
Tiene una sola cría por parto.

## Taxonomía
Sorprendentemente, esta especie endémica de los bosques de niebla andinos fue descrita en 2013, y su identificación fue posible gracias a comparar la morfología del cráneo, dientes, pelo y ADN de ejemplares conservados en depósitos de museo y conservados por décadas, con las otras especies del género Bassaricyon. Luego del trabajo de campo, fue posible encontrar ejemplares vivos y describir, con base en distinciones morfológicas, cuatro subespecies de olinguito que habitan en diferentes regiones del norte de los Andes, denominadas B. n. neblina (Ecuador), B. n. osborni (Cordilleras Occidental y Central de Colombia), B. n. hershkovitzi (Macizo Colombiano) y B. n. ruber (Urrao, Antioquia).